# Иден (Мисисипи)
Иден (енгл. Eden) град је у америчкој савезној држави Мисисипи.

## Демографија
По попису из 2010. године број становника је 103, што је 23 (-18,3%) становника мање него 2000. године.
| Група             | 2000.      | 2010.      |
| Белци             | 73 (57,9%) | 48 (46,6%) |
| Афроамериканци    | 53 (42,1%) | 45 (43,7%) |
| Азијати           | 0 (0,0%)   | 0 (0,0%)   |
| Хиспаноамериканци | 0 (0,0%)   | 9 (8,7%)   |
| Укупно            | 126        | 103        |